# Proyectividad
En matemáticas, una proyectividad es una aplicación inducida entre espacios proyectivos mediante una aplicación lineal. Esto es, si {\displaystyle f:E\rightarrow E'} es una aplicación lineal, la proyectividad que induce es de la forma {\displaystyle f^{*}:P(E)-P(Ker(f))\rightarrow P(E')}.
Una proyectividad admite unas ecuaciones, que se expresan sencillamente de manera matricial. Para ello basta elegir dos referencias proyectivas {\displaystyle \{U_{0},U_{1},...,U_{n};U\}} y {\displaystyle \{V_{0},V_{1},...,V_{n};V\}} de {\displaystyle P(E)} y {\displaystyle P(E')}, que vendrán referidas por las bases {\displaystyle \{u_{0},u_{1},...,u_{n}\}} y {\displaystyle \{v_{0},v_{1},...,v_{n}\}} de {\displaystyle E} y {\displaystyle E'} respectivamente. Así, la ecuación matricial viene dada por {\displaystyle \rho Y=AX}, donde {\displaystyle X,Y} son las coordenadas de un punto de {\displaystyle P(E)} y {\displaystyle P(E')} respectivamente, y {\displaystyle A} es la matriz de coeficientes de la aplicación. {\displaystyle \rho } es un escalar de proporcionalidad dado por las coordenadas homogéneas.
- Datos: Q6089082